# دير براية (خيران المحرق)

تعديل مصدري - تعديل

دير براية هي إحدى قرى عزلة الدانعى بمديرية خيران المحرق التابعة لمحافظة حجة، بلغ تعداد سكانها 738 نسمة حسب تعداد اليمن لعام 2004.